# József Futó
József Futó, madžarski general, * 1894, † 1967.